# ヘンリク・シェリング
ヘンリク・シェリング（ポーランド語: Henryk Bolesław Szeryng、1918年9月22日 - 1988年3月3日）は、ユダヤ系ポーランド人で、メキシコに帰化したヴァイオリニスト・作曲家。ワルシャワ出身。

## 経歴
5歳より母親からピアノの手ほどきを受ける。7歳よりヴァイオリンを始め、モーリス・フレンケルに師事する。ベルリンに留学して、1929-32年カール・フレッシュにヴァイオリンを師事。その後、パリ音楽院に入学、ジャック・ティボーに師事し1937年に同校を首席で卒業する。尚、1933年にブラームスの協奏曲を演奏してソリストとしてデビュー、同年から1939年までパリでナディア・ブーランジェに作曲を師事。第二次世界大戦中は、ポーランド亡命政府のために通訳を務めるかたわら、連合国軍のために慰問演奏を行う。メキシコシティにおける慰問演奏の合間に、同地の大学に職を得、1946年にはメキシコ市民権を得た。その後は教育活動に専念したが、1954年に演奏家として転機が訪れた。ニューヨーク市におけるデビューが、きわめて高い評価を得、余生を幅広い演奏活動のうちに過ごすようになる。1988年にカッセルにて客死。拠点を置いていたモナコに埋葬された。
シェリングはたくさんの録音を残しており、とりわけバッハの無伴奏ヴァイオリンのためのソナタとパルティータは、ミルシテインの演奏と並んで評価が高い。（参考文献：渡辺和彦著『ヴァイオリニスト33』）また室内楽では、アルトゥール・ルービンシュタインのお気に入りのパートナーとして知られた。古典的なレパートリーのほかに、ヴィエニャフスキやシマノフスキのようなお国もの、マヌエル・ポンセの協奏曲（シェリングへの献呈作品）など、近現代作品にも意欲的にとり組んだ。
自ら発掘・初演したパガニーニのヴァイオリン協奏曲第3番、フィリップ・ウィルビーにより補筆されたモーツァルトのヴァイオリンとピアノのための協奏曲などの録音も残し、前者のために自らカデンツァも作曲している。
主な使用楽器は1743年製グァルネリ・デル・ジェス「ル・デューク」。